# Vál-völgyi Kisvasút

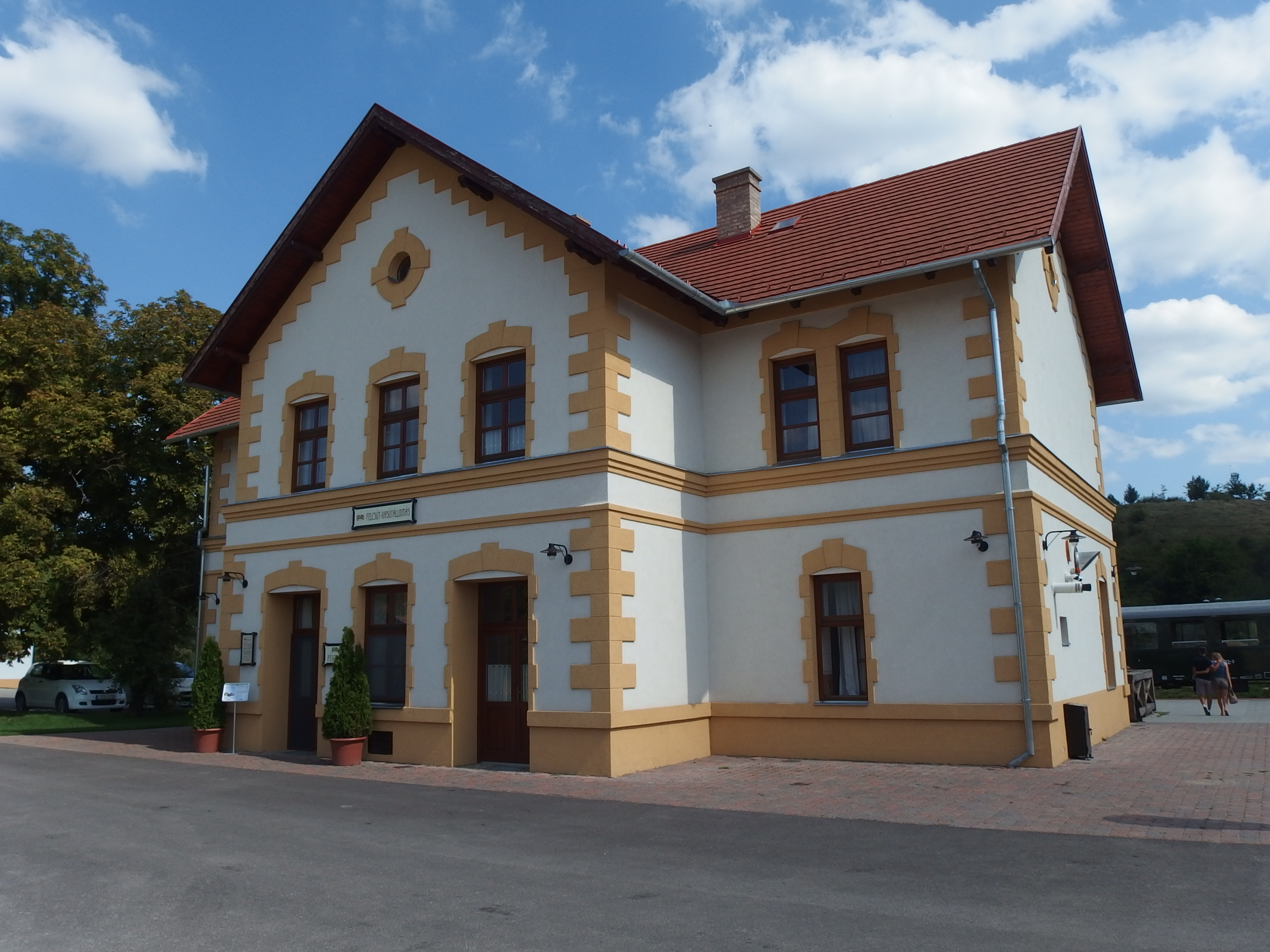
A felcsúti vasútállomás

A Vál-völgyi Kisvasút (közismertebb, nem hivatalos nevén felcsúti kisvasút) egy keskeny nyomtávú vasútvonal Fejér vármegyében, a felcsúti Puskás Akadémia és az Alcsútdobozi arborétum között. A kisvasút az egykori Bicske–Székesfehérvár-vasútvonal nyomvonalán épült, 2016. április 30-án adták át. A kisvasút építését jelentős politikai viták kísérték.

## Története
A kisvasutat egy megszüntetett vasútvonal nyomvonalán létesítették, felhasználva a még megmaradt töltéseket, a régi felcsúti állomásépületet. Ez a megszűnt vonal  a MÁV 6-os számú Bicske–Székesfehérvár-vasútvonala volt, amin 1979-ben szűnt meg a személyszállítás.
2009-ben a Puskás Ferenc Labdarúgó Akadémiát (PFLA) működtető, 2006-ban Orbán Viktor által alapított és Mészáros Lőrinc vezette Felcsúti Utánpótlás Nevelésért Alapítvány (FUNA) megvásárolta a vasútvonal Bicske és Vértesacsa közötti felhagyott szakaszát. Az alapítvány kezdetben a vonal északi részének újjáépítését tervezte Bicske vasútállomás és az Alcsúti Arborétum között. A 2012-ben készült tervek szerint 21 tonna tengelyterhelésre alkalmas normál nyomtávú pálya épült volna vissza az egykori nyomvonalra, azonban később az alacsonyabb ár miatt új tervek születtek, most már 760 mm nyomtávú kisvasút építésére. A második Orbán-kormány 2013-ban határozatával úgy döntött, hogy kiemelt beruházássá nyilvánítja a kisvasutat, és elkülönített rá 600 millió forint európai uniós (EU) fejlesztési forrást. Az építkezés 2015. július 20-án kezdődött és 2015 végén fejeződött be. A pálya a korábbitól eltérően több szintkülönbséggel is rendelkezik, ezért egy híd is épült fölé a helyi Vasút utca részeként. A bruttó ár 857 millió forint volt. A kivitelezési feladatokat az osztrák tulajdonban lévő Swietelsky Vasúttechnika Kft. kapta. A munka közbeszerzési eljárás kiírása nélkül történt meg, hatástanulmány sem készült. A három darab Mk48-as típusú mozdony és a kocsik a 2009 óta nem üzemelő Nyírvidéki Kisvasútról érkeztek. 2016. április 30-án adta át Orbán Viktor, a rendes üzem másnap, május 1-jén kezdődött. Első útján a Demokratikus Koalíció (DK) aktivistái tiltakozásul a vonat elé, a sínekre feküdtek.

A vasút Bicskéig vagy Etyekig történő meghosszabbítására távlati tervek készülnek, a tervezett repülőtér és a Mauzóleum mellé. Ebben közrejátszhatott Orbán Viktor miniszterelnök nyilatkozata, aki korábban úgy fogalmazott a kisvasúttal kapcsolatos bírálatokra, melyek Orbán hóbortjának minősítették a beruházást, hogy: 
Mivel Felcsút adja a miniszterelnököt, minden helyi fejlődés támadásnak van kitéve. […] Mindig is tehetséges falu voltunk. […] Minél inkább támadnak bennünket azért, mert valami történik a faluban, fejlődik a falu, annál inkább folytatni kell a munkánkat. Ha támadják a kisvasutat, akkor meg kell hosszabbítani Bicskéig, és ha akkor is támadják, akkor meg Lovasberényig.
2016. júniusában Jávor Benedek, a Párbeszéd Magyarországért EP-képviselője feljelentést nyújtott be az EU csalás elleni szervezeteihez a kisvasúttal szemben, mivel szerinte a kormány hamis ígéretekkel nyerte el az uniós támogatásokat a projektre, az előirányzott utasszám ugyanis köszönőviszonyban sincs a valósággal. A párt szerint sem az uniós, sem a magyar adófizetők érdekét nem szolgálja, hogy "Orbán Viktor hobbiprojektjére a kormány hamis ígéretekkel uniós támogatást szerzett: Magyarországon a közösségi közlekedésben égető szükség lenne azokra a forrásokra, amelyeket ehelyett a miniszterelnök értelmetlen szórakoztatására költünk." A The Daily Telegraph nevű brit lap június 19-i cikke szerint a feljelentés alapján megkezdték a vizsgálatokat. Csepreghy Nándor miniszterelnökségi államtitkár június 21-én közölte, hogy soha nem ígért napi több ezer utast a kormány Brüsszelnek, így ebben az ügyben nem is nyomozhatnak Magyarország ellen. Kiderült, hogy a felvett 600 millió forintnyi támogatás nem egészen kétmillió euró, de az Unió csak a kétmillió feletti támogatásoknál vizsgálja meg a támogatásokat igénylő beruházások létjogosultságát, ez alatt pedig nem releváns annyira ezeknek a támogatásoknak a megtérülése, vagyis hogy például egy kisvasút esetében utaznak-e rajta elegen, a kormányzat így épp a vizsgálati határ alatt igényelt támogatást. Ugyanakkor az Unió szervei az utasforgalom számai nélkül is vizsgálhatják a kisvasút létjogosultságát, ezért utólag elővehetik a hatástanulmányokat, amelyek részei a beruházás dokumentációjának – bár a korábbi hírek szerint nem készült hatástanulmány.
2016. május 30. és december 31. között 23779 menetjegyet adtak el, ez átlag 110 napi utast jelent, ebből a nyári hónapokban és a mikulásidény két napján ugrott meg a jegyeladás, a fennmaradó időszakban elenyésző volt az utasforgalom, volt több nap is, amikor senki nem utazott a vasúton. A napi utasforgalmi adatok szerint 2016 áprilisa és 2017 januárja között átlagosan naponta 113 jegyet adtak el, valamint kiderül, hogy 53 napon senki nem vett jegyet és 7 napot üresen is jártak a vonatok. 2017. január 21. és június 30. között 50 napon senki nem vett jegyet, május eleje óta azonban legalább napi 10 utas van. Kimagasló forgalom három nap, február 14-én, március 4-én és március 15-én volt: februárban 122 jegyet adtak el aznap, amiben benne voltak a Valentin-napi különjáratot kipróbáló indexes újságírók is, míg március 4-én rekordszámú, 1.280 darab jegyet adtak el, 15-én pedig 1.210-et. Az adatok szerint a tavaszi hónapokban előfordult, hogy napi 400-600 jegyet is eladtak. Lázár János miniszterelnökségi miniszter 2017 júliusában úgy fogalmazott, hogy a kisvasút megtérülő beruházás, és csak Orbán szülőfaluja miatt kritizálják, a számok alapján viszont a kisvasút indulása óta folyamatosan veszteséges: 2017. június 30-ig 4,1 millió forint veszteséget termelt.
Az Európai Parlament (EP) költségvetési ellenőrző bizottsága 2017. szeptember 18. és 20. közé ígérte Magyarországra látogatását, hogy ellenőrizze az uniós források elköltését, ennek keretében pedig a Vál-völgyi Kisvasút költségeit is ellenőrizni kívánja. A vizsgálat hírét Lázár János miniszter politikai indíttatású akciónak vélte, aki  még egy levélben is bírálta a bizottságot, hogy pont a miniszterelnök falujában akar vizsgálódni, Deutsch Tamás fideszes EP képviselő pedig a bizottság ülésén vádolta vádaskodással a testületet, mint aki a – fél évvel későbbi – választásokat akarja befolyásolni, de a testület elnöke, Ingeborg Grässle visszautasította a politikai alapú vizsgálat vádját, hozzátéve, hogy „nem hagyják, hogy a magyar kormány döntse el, hogy mit nézzenek meg.” Ráadásul korábban az Európai Unióhoz akkreditált magyar nagykövet is megpróbálta kijárni Grässlénél, hogy a bizottság a választások után, illetve újabb projekteknél vizsgálódjon, amit példátlannak neveztek. Ugyanakkor már egy évvel korábban tudható volt, hogy a bizottság Magyarországra érkezik, az időpontot a programmal együtt júliusban véglegesítették is, ebben pedig egyebek mellett szerepel a kisvasút vizsgálata is.
Szeptember 19-én meg is jelentek a bizottság tagjai, Grässlével az élen, akik jelentős sajtóérdeklődés mellett a Felcsúti Arborétumtól utaztak a vonattal, miután Deutsch a projekt sikerességét igyekezett ecsetelni a tagoknak a helyi sportszállóban. A tagok még a mozdonyon is utaztak és mindenről képet készítettek, köztük az ellenzéki pártok tiltakozó molinójáról is. Grässle csak másnap nyilatkozott, de mindvégig nagyon diplomatikusan, általánosan fogalmazott, mivel nem kívánt a belpolitika eszközévé válni, ahogy továbbra is tagadta a politikai célú vizsgálódást. A kisvasút kapcsán meggyőzték, hogy az a turisztikai fejlesztések sorába kapcsolódik, arról viszont lehet vita, hogy kell-e erre ennyi pénzt adni uniós keretekből.
2017. október 11-én Mészáros Lőrinc, Felcsút polgármestere tagadta, hogy a kisvasút üzemeltetésére TAO-támogatásokat fordítottak volna, és elmondta, hogy minden vállalásukat teljesítik, „hisz ez kötelességük”. Mészáros egyébként nem gondolja veszteségesnek a projektet. Az Átlátszó.hu 2018 augusztusi közérdekű adatigénylése után viszont kiderült, hogy a kisvasút továbbra is veszteséges: 2017. július 1. és 2018. június 30. között 8,2 millió forint vesztesége volt, tíz napig pedig üresen járt. A 2016-os indulás óta eltelt időben pedig összesen 32,8 milliós mínuszt szedett össze. A kisvasutat üzemeltető Felcsúti Utánpótlás Neveléséért Alapítvány (FUNA) válaszában közölte, hogy a kisvasút megtérülése csak hosszabb távon képzelhető el, és hogy a veszteségeket adományokból rendezik. A következő években megint csak veszteségekről lehetett beszámolni: 2018. július 1. és 2019. június 30. között 5,15 millió forint veszteséget termelt, ez idő alatt 17 napig nem utazott rajta senki. 2019. július 1. és 2020. augusztus 30. között 6,3 millió forint veszteséget produkált. 2022-ben Szél Bernadett segítségével kiderült, hogy 2020. szeptember 1. és 2021. augusztus 31. között legalább 9 millió forint volt a vesztesége. 2021 után a FUNA már nem közölt adatokat a kisvasút bevételeiről, mert indoklásuk szerint korábban a kisvasút EU-s finanszírozása miatt adták ki az Átlátszó által kért adatokat, a projekt azonban 2021 szeptemberében befejeződött, a hivatkozott kormányrendelet alapján ugyanis csak öt évig érvényes az uniós támogatásból megvalósult projektek monitoringja. Kiderült továbbá, hogy időközben a kisvasút fenntartása átkerült a FUNA 100%-os tulajdonában álló Pro-Kvóta 2004. Nonprofit Kft.-hez, amire hivatkozva a tulajdoni viszony dacára a FUNA szerint már nem ő az adatkezelő a témában. A honlap és telefonos elérhetőség nélküli cég pedig nem reagált a megkeresésekre; az eddigi adatokból a kisvasút további veszteséges üzemeltetése látszódik reálisnak.

## Járművek

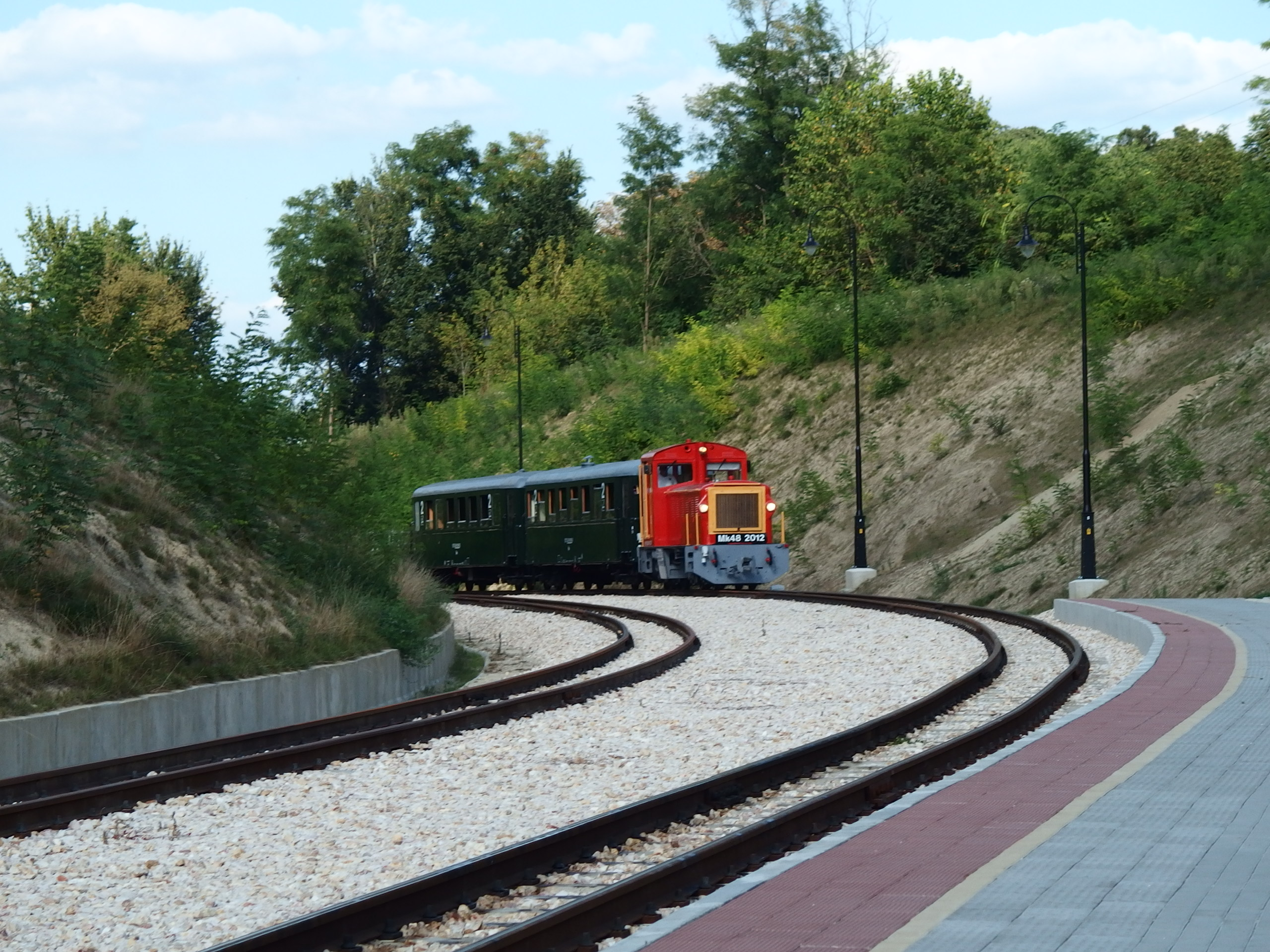
Az Mk48 2012 megérkezik az alcsúti végállomásra

A vasúton kettő mozdony továbbítja a vonatokat, mind a kettő a Magyarországon elterjedt Mk48 típus. Pályaszámaik Mk48 2012 és Mk48 2016 mielőtt ide kerültek, a már leállított Nyírvidéki Kisvasúton közlekedtek. A személykocsiparkot a szintén Nyíregyházáról érkezett Bax kocsik adják, egy darabot átalakítottak VIP-kocsivá.

## Állomáslista és menetidő

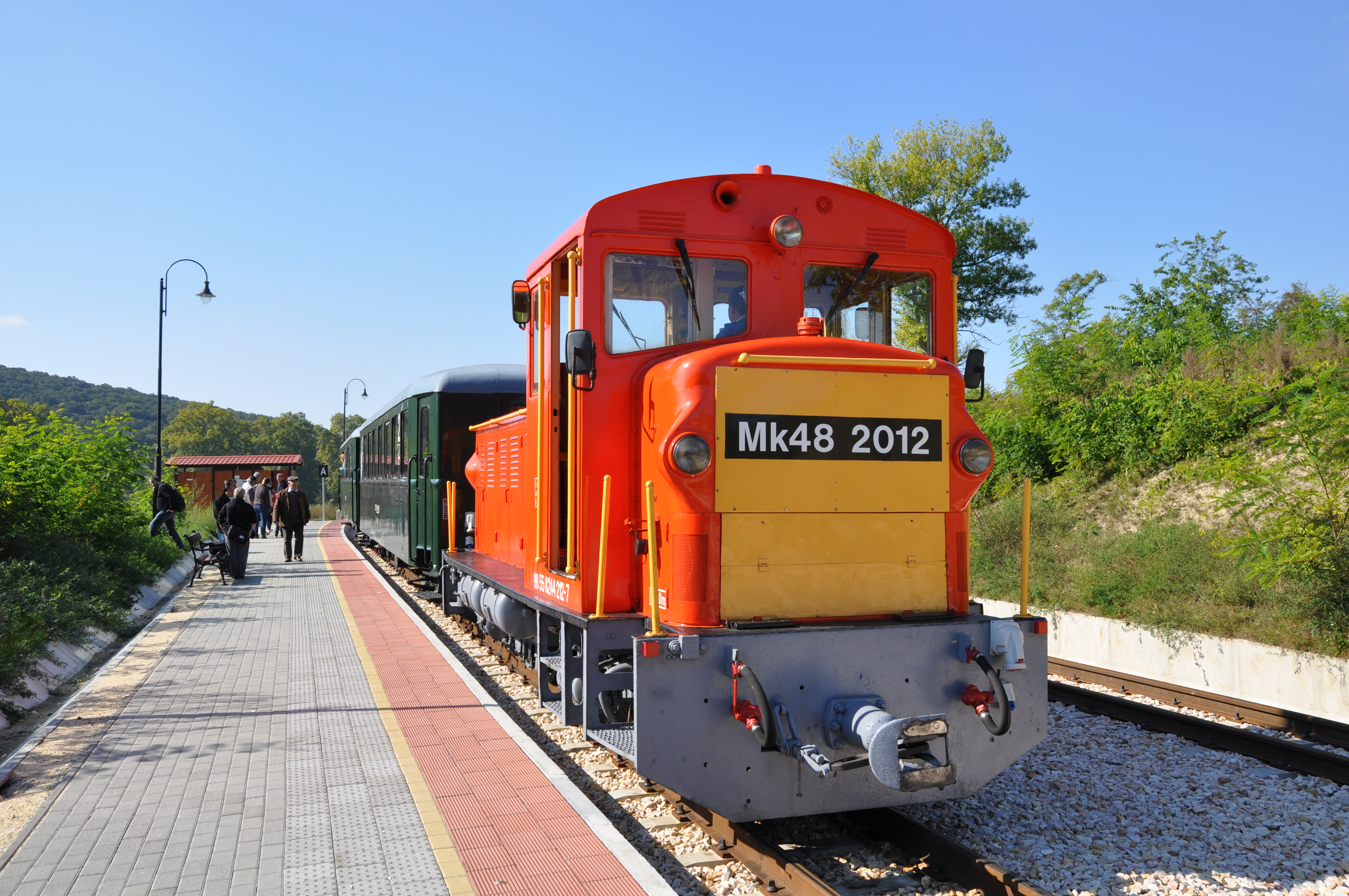
A Vál-völgyi kisvasút Alcsútdoboz Arborétum állomása

A Puskás Akadémiánál lévő megállót az Akadémiától mintegy 8 perces sétával, gyalogjárdán lehet elérni. A nyitott peronon pad, ivókút és WC található. A felcsúti állomásépületet teljesen felújították, mellé kocsiszín épült.
Az alcsútdobozi végállomás egyszerű, nyitott peron, ahonnan az arborétum bejárata mintegy 800 méter sétával érhető el. Az arborétum kisvasúttal történő meglátogatásához az Alcsútdobozra érkezéstől az onnan  való indulásig a 2x800 méter gyalogutat is beszámítva minimum kettő, de inkább három óra szükséges.
| (Arborétum ↔ Puskás Akadémia) |                               |           |
| menetidő ↓                    | Állomás vagy megállóhely neve | menetidő↑ |
| 0                             | Alcsútdoboz Arborétum         | 35        |
| 10                            | Felcsút (10 perc állásidő)    | 25        |
| 35                            | Puskás Akadémia               | 0         |

## Menetrend
A Kisvasút menetrendje elérhető digitális formában is a MobilGO-n (az applikáció a menetrend mellett egyéb hasznos információkkal is ellátja a kisvasúttal utazókat, pl. visszaszámol a következő vonatindulásáig).  A kisvasút június 15. és augusztus 31. között minden napon teljes menetrend szerint, egész nap közlekedik. Május 1. és június 15., valamint szeptember 1. és október 31. között hétvégéken és ünnepnapokon szintén egész nap, hétköznapokon azonban csak 14 óra után jár. November 1. és április 30. között téli üzemszünet van. A napi első járatok Felcsútról Alcsútdoboz felé indulnak, az utolsók Alcsútdobozról Felcsútig járnak, a Puskás Akadémia megállót kihagyják.
Bizonyos alkalmak esetén a kisvasút honlapján megtekinthető külön menetrend érvényes. Ilyen alkalom például a szentjánosbogár-rajzás nyár elején. Ilyenkor az arborétum késő éjszakáig nyitva tart, a kisvasút is ennek megfelelően jár.

## Díjszabás
- A retúr, oda-vissza menetjegy bizonyos szakaszon 3+3 km (Alcsúti Arborétum-Felcsút Vasútállomás, Felcsút Vasútállomás-Alcsúti Arborétum, Felcsút Vasútállomás-Puskás Akadémia, Puskás Akadémia-Felcsút Vasútállomás): 500 Ft (0-3 éveseknek ingyenes, 4 év feletti nappali tagozatos diákigazolvánnyal rendelkező diákoknak: 300 Ft, 65 év felett: 300 Ft)
- A retúr, oda-vissza menetjegy a teljes vonalon (6+6 km): 1000 Ft (0-3 éveseknek ingyenes, 4 év felett nappali tagozatos diákigazolvánnyal rendelkező diákoknak: 600 Ft, 65 év felett: 600 Ft)
- Menetjegy a teljes vonalon(6 km): 500 Ft (0-3 éveseknek ingyenes, 4 év feletti nappali tagozatos diákigazolvánnyal rendelkező diákoknak: 300 Ft, 65 év felett: 300 Ft)
- Menetjegy bizonyos szakaszon (3 km): 250 Ft (0-3 éveseknek ingyenes, 4 év feletti nappali tagozatos diákigazolvánnyal rendelkező diákoknak: 150 Ft, 65 év felett: 150 Ft
- Kerékpárjegy: 350 Ft
- Élőállat, kisállat jegy: 350Ft
- Csoportos kedvezmény retúr, oda-vissza közlekedés esetén: 20-40 fő - 5%, 40+ fő - 10%

## Kritikák
A beruházás ellenzői szerint a kisvasút Orbán Viktor miniszterelnök személyes hóbortja, hasonlóan a Pancho Arénához, amelyhez közel helyezkedik el a vasút egyik jelenlegi végállomása. A várhatóan alacsony kihasználtság miatt a gazdaságos üzemeltetés piaci alapon nem lehetséges és emiatt az EU visszafizettetheti a támogatást. A Közép-Dunántúl régió turisztikai fejlesztéseire szolgáló támogatást a bírálók szerint nem erre kellett volna fordítani. Ezen kívül a rövid vonal mentén lényegében nincs semmi látnivaló, már csak emiatt is túlzóak a becslések szerint várt többezres napi utasszámok, miután a hasonló adottságú Kemencei Erdei Múzeumvasút napi átlag utasszáma 228 fő, de a frekventáltabb és egész évben közlekedő fővárosi Gyermekvasúton sem közlekednek többen naponta átlagosan 1048-nál. Az átadástól nem egészen az első hónap végéig 1120 jegyet adtak el. A kisvasút kihasználatlansága miatt 2016 júniusában a Párbeszéd Magyarországért feljelentést nyújtott be az EU csalás elleni szerveihez, mivel szerintük a beruházáshoz felhasznált uniós forrásokat valótlan és teljesíthetetlen feltételek alapján igényelték, amelyeket sokkal szükségesebb beruházásokra is fel lehetett volna használni „Orbán hobbiprojektje” helyett.
A helyiek egy része szerint a vonat hangos és zavarja a pihenést.
Hosszú titkolózás után 2017 márciusában adták ki a kisvasút utasforgalmáról szóló adatokat, ezek alapján előző év májusa és decembere között 23779 menetjegyet adtak el, ez átlag 110 napi utast jelent, ebből a nyári hónapokban és a mikulásidényben ugrott meg a jegyeladás, a fennmaradó időszakban elenyésző volt az utasforgalom, volt több nap is, amikor senki nem utazott a vasúton. Később már csak peres úton sikerült a napi bontású adatokhoz is hozzáférni, ezekből az látszik, hogy 2016 áprilisa és 2017 januárja között naponta átlagosan 113 jegyet adtak el, 53 napon senki nem vett jegyet, 7 napot viszont utasok nélkül is járatták a vonatot. Közérdekű adatigénylésben kiderült, hogy 2017 tavaszán némileg meglódult az utasforgalom. Január 21. és június 30. között 50 olyan nap volt, amikor senki nem vett jegyet, május eleje óta azonban legalább napi 10 utas volt. Kimagasló forgalom három nap, február 14-én, március 4-én és március 15-én volt: februárban 122 jegyet adtak el aznap, amiben benne voltak a Valentin-napi különjáratot kipróbáló indexes újságírók is, míg március 4-én rekordszámú, 1.280 darab jegyet adtak el, 15-én pedig 1.210-et. Az adatok szerint a tavaszi hónapokban előfordult, hogy napi 400-600 jegyet is eladtak. A számok alapján viszont a kisvasút indulása óta folyamatosan veszteséges: 2017. június 30-ig 4,1 millió forint veszteséget termelt.
Az Európai Parlament (EP) költségvetési ellenőrző bizottsága 2017. szeptember 18. és 20. közé ígérte Magyarországra látogatását, hogy ellenőrizze az uniós források elköltését, ennek keretében pedig a Vál-völgyi Kisvasút költségeit is ellenőrizni kívánja. A vizsgálat hírét Lázár János miniszter politikai indíttatású akciónak vélte, aki  még egy levélben is bírálta a bizottságot, hogy pont a miniszterelnök falujában akar vizsgálódni, Deutsch Tamás fideszes EP képviselő pedig a bizottság ülésén vádolta vádaskodással a testületet, mint aki a – fél évvel későbbi – választásokat akarja befolyásolni, de a testület elnöke, Ingeborg Grässle visszautasította a politikai alapú vizsgálat vádját, hozzátéve, hogy „nem hagyják, hogy a magyar kormány döntse el, hogy mit nézzenek meg.” Ráadásul korábban az Európai Unióhoz akkreditált magyar nagykövet is megpróbálta kijárni Grässlénél, hogy a bizottság a választások után, illetve újabb projekteknél vizsgálódjon, amit példátlannak neveztek. Ugyanakkor már egy évvel korábban tudható volt, hogy a bizottság Magyarországra érkezik, az időpontot a programmal együtt júliusban véglegesítették is, ebben pedig egyebek mellett szerepel a kisvasút vizsgálata is. A bizottság tagjai szeptember 19-én megvizsgálták és utaztak rajta, majd másnap vezetőjük, Grässle egy rövid, semleges sajtótájékoztatón a kisvasútról annyit mondott, hogy az valós turisztikai fejlesztés, de a bekerülési költségek lehetnek vita tárgyai.
Újabb közérdekű adatigénylésben kikért adatok alapján kiderült, hogy a kisvasút továbbra is évente átlagosan 5 és 10 millió forint közti veszteségeket produkál, a 2016-os indulástól 2021-ig pedig összesen 32,8 milliós mínuszt szedett össze. A további évekre vonatkozó adatszolgáltatásokat a fenntartó Felcsúti Utánpótlás Nevelésért Alapítvány megtagadta az uniós támogatásokkal megvalósult projektekre vonatkozó kormányrendeletre, valamint arra hivatkozva, hogy a fenntartás időközben egy tulajdonában lévő kft.-hez került.
2023 nyarán kiderült, hogy az Átlátszó.hu által még 2015-ben közérdekű adatigénylésben kikért adatokat a kisvasút meghosszabbításának megvalósíthatósági tanulmányáról az Építési és Közlekedési Minisztérium jogilag kifogásolható módon tartja vissza.

## Kapcsolat
Cím: 8086 Felcsút, Mozdony utca 1.
Telefonszám: +36 22 881 827
E-mail: info@valvolgyikisvasut.hu
Weboldal: http://www.valvolgyikisvasut.hu/
Facebook: https://www.facebook.com/ValvolgyiKisvasut